# Recordacione
La recordacione (in italiano promemoria) è un testo manoscritto in lingua volgare di Piero Corner. Il titolo deriva dalla prima parola utilizzata nel testo e riguarda la spedizione di una partita di lana, formaggio e a due botticelle di vino al padre Filippo a Venezia.
L'importanza del documento sta nella sua testimonianza del passaggio dal latino al volgare in area veneziana.

## Testo
Segue il testo del promemoria con traduzione in italiano corrente:
rnario a vob(is) d(omi)no Petrus Mudacio

(et) a vob(is) d(omi)no Joh(ann)es Cornario q(uod) mi

to a d(omi)no Filipo Cornario patrem

meum caso mil(ia)r(a) iij (et) lib(ras) cccclj q(uod) e(st) pe

çe clxxxxiij (et) mil(ia)r(o) j de lana (et) lib(ras)

cccclxxij q(uod) e(st) stoire iiij (et) isto caso

(et) ista lana vadit i· la nave (m) d (e) d(omi)no

Marco Griti (et) d(omi)no pat(er) meus debet

pagare lo naulo at Venecia(m) (et) butiçe

le de vino ij.»
Corner a voi Signor Piero Mudacio,

e a voi signor Giovanni Corner, del fatto che mando

al signor Filippo Corner mio padre:

3.451 libbre di formaggio, cioè

193 pezzi, e 1.472 libbre di lana,

cioè 4 stuoie. E questo formaggio

e questa lana vanno nella nave del signor

Marco Gritti, e il signore padre mio deve

pagare il noleggio a Venezia; e anche due

botticelle di vino.»

## Analisi del testo
Sebbene sia scritto con un latino approssimativo, traspare chiaramente la struttura autentica di un testo pensato e pronunciato in volgare. Questo tipo di scritto appartiene a un genere in cui il passaggio dalla forma orale a quella scritta comporta l'aggiunta di un velo latineggiante. Tuttavia, questa patina di latino può essere facilmente eliminata in caso di ritorno all'oralità, ad esempio, leggendo il testo ad alta voce a una persona coinvolta in quella transazione e capace di comprendere solo il volgare.
 
Il riferimento alle stuoie è meglio compreso se si tiene presente l'uso medievale di stoccaggio alimentare: per mantenere i prodotti spediti al riparo da sporco o eventuale pioggia, li si copriva con panni di stoffa, cioè con delle stuoie; Piero Corner starebbe quindi specificando che le 1.472 libbre di lana sono confezionate in quattro stuoie, oppure che a essere così confezionate sono tutti i prodotti registrati.
 
L. Maconi e M. Volpi (Antichi documenti dei volgari italiani, Carocci, 2022) traducono diversamente in: "Tre migliaia di formaggio e 451 libbre", frase che però, a livello logico-linguistico, non risulta coerente e convincente. Traducono inoltre "stuoie" intendendole come unità di misura, ma in nessun documento antico schedato nel TLIO la parola ricorre mai in questo senso, rendendo la loro interpretazione priva del sostegno della documentazione.
 
La nota finale in cui l'autore scrive: "E anche due botticelle di vino", è quasi di certo un'aggiunta successiva, da intendersi nel senso che il padre di Corner, che ha a carico le spese di spedizione, deve pagare anche con due botticelle di vino, o da interpretare più probabilmente come una semplice aggiunta all'elenco delle merci spedite sopra effettuato.